# Рулц, Олдржих
Олдржих Рулц (чеш. Oldřich Rulc; 28 марта 1911 — 3 апреля 1969) —  чехословацкий футболист, играл на позиции нападающего. Участник чемпионата мира 1938 года.

## Биография

### Клубная карьера
В течение одного сезона играл за пражскую «Спарту», но сыграл только 4 матча и забил 2 гола. В 1930 году перешёл в «Жиденице», за который затем играл на протяжении 18 сезонов. Он был известен как сильный и быстрый нападающий. За свою футбольную карьеру он так и не выиграл никаких титулов. Всего за «Спарту» и «Жиденице» сыграл в Высшей лиге 253 матча и забил 67 голов.

### Карьера в сборной
Дебютировал за сборную Чехословакии 17 сентября 1933 года в товарищеском матче со сборной Австрии — та встреча завершилась 3:3. В составе сборной Чезословакии был участником чемпионата мира 1938 года, где сыграл в матче со сборной Нидерландов (3:0) и в переигровке со сборной Бразилии (1:2). Всего за сборную Чехословакии сыграл 17 матчей и забил 2 гола.

### Смерть
Скончался 3 апреля 1969 года в возрасте 58 лет.